# 南部縦貫鉄道DB11形ディーゼル機関車
南部縦貫鉄道DB11形ディーゼル機関車（なんぶじゅうかんてつどうDB11がたディーゼルきかんしゃ）は、かつて南部縦貫鉄道線で運用されていたディーゼル機関車である。1両（DB11）のみが存在した。

## 概要
富士重工業が1962年に製造したモーターカーTMC100BSで、当初は車籍はなく、南部縦貫鉄道の建設工事に運用されていた。1964年2月18日に車籍をとり、DB11形となった。床下に油圧式転車装置を装備しており、人力で方向転換が可能であった。
元々モーターカーであったこともあって非力であった。冬場はスノープラウを装着して除雪車として運用されていた。南部縦貫鉄道の他のディーゼル機関車が1984年2月1日に貨物営業の廃止以降はほとんど運用されなかったのに対し、鉄道廃止まで除雪車として運用され続けていた。
2002年8月1日、南部縦貫鉄道廃止に伴い廃車となった。
現在は旧・七戸駅構内の車庫で動態保存されており、イベント時に展示されている。

## 主要諸元
- 全長：4,500mm
- 全幅：2,652mm
- 全高：2,650mm
- 自重：7.0t
- 機関：DA120（125ps）×1基
- 軸配置：B